# چهارباغ (گرگان)
چهارباغ، روستایی است از توابع بخش مرکزی شهرستان گرگان در استان گلستان ایران.

## جمعیت
این روستا در دهستان استرآباد جنوبی قرار داشته و براساس سرشماری سال ۱۳۸۵جمعیت آن ۲۰۵ نفر (۷۵ خانوار) بوده است.
البنه جمعیت ان در تابستان بالغ بر 500 خانوار است که به دلیل سرمای شدید زمستان به گرگان و شاهرود مهاجرت می کنند.

## خواهرخوانده
- مجن